# محله‌های شهری پایدار
محله شهری پایدار (به انگلیسی: Sustainable urban neighbourhood) یکی از مدل‌های طراحی شهری است که بخشی از تئوری اصلاحات قرن ۲۱ به حساب می‌آید و از توسعهٔ حومه‌های متداول در انگلستان و ایالات متحده به سمت سبک‌های شهری اقلیمی تر در حال حرکت است. این مدل در سال ۱۹۹۰ در بریتانیا و به‌خصوص با اولین فعالیت‌های urbed (گروه توسعهٔ اقتصادی و شهری) که یکی از مراکز تحقیقات و مشاورهٔ باسازی شهری در منچستر است، به عرصهٔ ظهور رسید. این مقاله، تئوری Sun، پیشینهٔ پیدایش و ویژگی‌های معرف آن را مورد بررسی قرار می‌دهد، مثالی واقعی از آن ارائه داده و در نهایت به نقدهایی در مورد این مدل می‌پردازد.

## ویژگی‌های محله شهری پایدار
محله شهری پایدار ناحیه ایی کوچک مقیاس و شهری در یک شهر است که پایداری اجتماعی، اقتصادی و زیست‌محیطی را در بر می‌گیرد. اصطلاح (SUN) اصطلاحی قابل توجه است؛ کلمهٔ (پایداری) مربوط به طول عمر و کاهش تأثیرات محیطی و (شهری) مربوط به مکان و ویژگی‌های فیزیکی ان می‌شود و محله نیز با سلامت اجتماعی و اقتصادی محله در ارتباط است. اصطلاح SUN برای طراحی شهری بریتانیا بسیار قابل توجه است، چرا که بر مبنای تجربیات حقیقی زندگی و کار در شهر شکل گرفته و در قلب شهرها و حومه‌های موجود قرار گرفته‌است. این مدل بر جدایی ناپذیری شهرها و فرایندهای تاریخی شکل گرفته از آن تأکید کرده و به جای ارائه چشم‌اندازی جدید و افراطی، پیچیدگی و بی نظمی موجود در مناطق شهری را مورد بررسی قرار می‌دهد. طرفداران این مدل ادعا می‌کنند که این مدل می‌تواند پاسخی باشد به اصول برنامه‌ریزی ضدشهری دوران پس از جنگ که منجر به کاهش شهرنشینی شد. مفهوم SUN یکی از چندین مدل تئوری شهری است که به درک هرچه بیشتر شکل شهری پایدار کمک می‌کند.
بطور کلی تئوری SUN تحت تأثیر عوامل زیر قرار می‌گیرد:

### جنبش رشد هوشمندانه ایالت متحده
مفهومی که به شکل خاصی مخالف با پراکندگی مراکز شهری است و به طرفداری از تراکم زیاد جمعیت، توسعهٔ مکان‌های چند منظوره، استفاده از منابع پایدار و حفاظت از فضاهای باز می‌پردازد. هدف ان پرورش حس اجتماعی و حس مکانی بوده و توسعهٔ مناطق مسکونی متراکم تر را ترویج می‌دهد، زیرا ساخت مسکن یکی از بخش‌های قابل توجه محیط زیستی است.
(شهر متراکم) که توسط برگ سبز کمیسیون اروپا ارائه شده‌است و در مقابل شهر (پراکنده) قرار می‌گیرد. هدف از ایجاد چنین شهرهایی مبارزه با وابستگی به ماشین‌ها، تولید گازهای گلخانه‌ای CO2، سطوح مصرف انرژی و مسائل کلی مربوط به دسترسی به مکان‌های مختلف است، زیرا ساختمان‌های موجود را بازسازی می‌کند، فضای سبز را گسترش می‌دهد و مناطق شهری موجود را تجدید حیات می‌بخشد تا بتواند کیفیت بالاتری از زندگی را ارائه کرده و موجب تعاملات اقتصادی پویاتری شود.
تئوری SUN به‌طور ویژه‌ای تحت تأثیر عواملی از این قبیل قرار می‌گیرد:
- معنای اهمیت مناطق محلی در دنیای جهانی شدهٔ کنونی است این جنبش همچنین به معنای همبستگی میان معماران نوآور، توسعه دهندگان و سازندگان در واکنش به پراکندگی حومه‌های شهری است و در تلاش جهت توسعهٔ شهری با شکست مواجه شد زیرا جوامع شهری ای را به وجود آورد که به دلیل تنوع فرهنگی به ساخت مسکن‌های متفاوتی پرداختند، به آسانی امکان دسترسی به مکان‌هایی از قبیل کار، مدرسه و مناطق تفریحی داشتند، حمل و نقل کارامدی داشتند و در کل، مناطق شهری قابل سکونتی بودند.
- جنبش روستاهای شهری (اواخر ۱۹۸۰ در انگلستان): که در اصل با مراکز متراکمی از پیشرفت در ارتباط است که در الگوی گسترده‌تری از پراکندگی قرار گرفته‌اند، و با افزایش تراکم باعث افزایش و تعدد شهرهای موجود می‌شود.
- محله‌های پایداری شهری با نام دیوید رادلین که در منچستر به نوسازی املاک هولم کمک کرد در ارتباط است. پس از آن، ایده‌های مشابهی در سراسر مناطق محلی و دیگر بخش‌های شهر نیز بکار برده شد. اهداف سیاسی، کمک به بازسازی شهر منچستر را تسهیل ساخت.[۱]

## پیشینه

### خروج از شهر
انقلاب صنعتی تأثیرات مخربی را بر شهرهای بریتانیایی به جای گذاشت و همچنین منجر به افزایش چشمگیر جمعیت در شهرهای صنعتی از قبیل منچستر شد و در نتیجه ظرفیت این شهرها به بالاتر از حد معمول رسید. این شهرهای پرجمعیت وضعیت بهداشتی نامطلوبی داشتند و با ویژگی‌های از جمله جمعیت زیاد، جنایت، تراکم و ازدحام و همچنین به عنوان نماد مکانی غیرآرمانی شناخته می‌شدند. این دلایل منجر به خروج دسته جمعی از شهرها در قرن ۱۹ شد.
شهر بریتانیای قرن ۲۰ دیگر نمی‌توانست مکانی برای افرتاد جامعه باشد و جمعیت شهری به جمعیتی گفته می‌شد که هیچ راه فراری نداشتند و این در حالی بود که حومه‌های کم‌تراکم و خوش آب و هوا به مکان‌های مسکونی آرمانی برای زندگی تبدیل شدند. افزایش استفاده از وسایل نقلیهٔ شخصی منجر به گسترش شهرهای انگلیسی –آمریکایی به حومه‌های پراکنده اطراف شهر شد. با افزایش حمل و نقل، نه تنها مردم بلکه فعالان تجاری نیز تصمیم گرفتند تا شهرهای احاطه شده با شهرک‌های صنعتی و پارک‌های تجاری را به سمت (شهرهای حاشیه‌ای) ترک کنند.

## شهرهای اقلیمی
مدل اقلیمی در تضاد کامل با شهرهای انگلیسی –آمریکایی است. شهر پاریس را به عنوان نمونه‌ای از این گونه شهرها می‌توان نام برد، شهری با بلوارهای بزرگ که توسط جرج یوگین هاپسمن در سال ۱۸۹۰ طراحی شد. آن‌ها شهر را به قسمت‌های کوچکتری تقسیم کردند و ساختمان‌های بزرگ و طبقه‌ای را در آن‌ها قرار دادند که این امر منجر به ایجاد ساختارهایی با تراکم بالا و چند منظوره شد که تعداد قابل توجهی از طبقهٔ متوسط را در خود جای می‌داد. این روند اقلیمی بدین معنا بود که شهرها در قرون ۱۹ و ۲۰ شکل، تراکم، سرزندگی خود را حفظ کردند و مردم را به جای ترک شهر به سمت ویلاهای حومه‌ای، به زندگی در آپارتمان‌های شهری تشویق کردند. در نتیجه شهرهای اقلیمی به قطب‌های پیشرفت تبدیل شدند که در آن‌ها مردم می‌توانستند به‌طور هم‌زمان زندگی و کار و تفریح را یک جا داشته باشند.

## چشم‌انداز شهری فراموش شده
نظریه پردازان قرن ۲۰ متخصصان بسیار آرمان‌گرایی بودند که تفکراتشان تأثیر به سزایی بر برنامه‌ریزی شهری مدرن گذاشته‌است. در ادامه به ایده‌های می‌پردازیم به گفتهٔ فیشمن ۳ ایده‌ای رؤیایی قرن اخیر هستند.

### ابنزر هاوارد و ایدهٔ شهر باغی
رویکردی غیر متمرکزی که در ان پیشرفت‌های نهایی شهر بستگی به خود شهروندان دارد. شهرهای باغی متعددی که به‌طور متراکم قرار گرفته‌اند و توسط اجتماع‌های داوطلبانه و خود مختار اداره می‌شود و نیز در سرتاسر مناظر طبیعی روستایی گسترده می‌شوند. این گونه شهرها با راه آهن‌ها و کانال‌های شهری در ارتباط اند که به موجب ان از فرصت‌های اجتماعی و اقتصادی شهرهای بزرگ بهره می‌برند در حالیکه می‌توانند از مزایای زندگی در روستا نیز استفاده کنند. این «شهر اجتماعی» تحقق مغناطیس ۳ هاوارد است.
با این حال، دیدگاه هاوارد اغلب به عنوان شهر باغی منفرد سوء تعبیر شده و با حومه‌های باغی اشتباه گرفته می‌شود. با اینکه هاوارد طراح می‌شود، اما دیدگاهش منجر به جنبش برنامه‌ریزی شهری شد.

### فرانک لوید رایت و ایدهٔ شهر Broadacre
این دیدگاه با ایجاد شهرهای بزرگ مخالف است و همانند هاوارد دیدگاهی غیر متمرکزی دارد. این دیدگاه تفکرات ضدشهری آمریکایی را با تأثیرات رهایی‌بخش فناوری و آزادی انسان‌ها گره می‌زند در عین اینکه روستاها و شهرها را با یکدیگر ادغام می‌کند آن‌ها را جدا از هم نیز نگه می‌دارد. خانه‌هایی با محیط‌هایی دست‌ساز و مصنوعی در سراسر حومهٔ شهر گسترده شده‌اند که هر کدام از آن‌ها واحدی جداکانه برای زندگی اقتصادی و خانگی هستند. تمامی سازمان‌های این جامعه پیشرفته پراکنده‌است و هیچ گونه نقطهٔ مرکزی قدرتمندی در اطراف آن‌ها وجود ندارد. در عوض، دیدگاه رایت در مورد شهرهای کاملاً پراکنده با روی کار آمدن اتومبیل‌ها در عصر ماشینی شدن امکان‌پذیر شد. گرچه شهر Broadacre به محبوبیت اجرایی یا موفقیت دست نیافت، اما توانست پیدایش حومه‌های آمریکایی وسیع را تحت تأثیر قرار دهد.

### لوکوربوزیه و شهر Rodiense
این شهر در ابتدا به عنوان (شهر معاصر) شناخته می‌شد، سپس به (شهر تابان) تغییر یافت، لوکوربوزیه بر خلاف دو نظریه‌پرداز قبلی، شهر را به عنوان یکی از مراکز قدرت می‌شناخت. لوکوربوزیه با دیدن هرج و مرج و ناکارامدی در شهرهای قرن ۲۰ به دنبال نظم و آرامش بود و سعی بر آن داشت که آسمان خراش‌هایی را در پارک‌ها بنا کند تا بتواند محیط سبک و کاری زیبا و کارآمد داشته باشد. در مرکز این شهر، سیستم‌هایی تبادل و حمل و نقل پیشرفته قرار دارد و دیگر نقاط شهر بسته به نوع کاری که انجام می‌دهند به قسمت‌های مختلفی تقسیم می‌شوند. شهری کاملاً منظم و عمودی شکل با آسمان خراش‌های باشکوه و متراکم، اما با فضای سبز کم. شهری که در اطراف سازمان‌های دولتی و قدرتمند ساخته شده و طراح می‌تواند با طراحی شهری هماهنگی اجتماعی ایجاد کند.
برازیلیا، پایتخت برزیل نمونه‌ای از شهرهای ساخته شده توسط لوکوربوزیه است که در سال ۱۹۵۶ طراحی و ساخته شد. دیدگاه‌های آرمانی قرن ۲۰ پاسخی بود به ایجاد فرصت‌های تکنولوژیکی عصر مدرن. در اوایل قرن ۲۱ به عقاید شهری ای نیاز بود که بتواند الگوی نامناسب از پیشرفت فناوری را مورد بررسی قرار دهند.

## رنسانس شهری
هنگامی که در قرن ۲۰ بریتانیا رو به زوال نهاد، اصول توسعهٔ حومه‌های شهری در حوزه‌های حرفه‌ای، علمی و عمومی نهادینه شد و به نیروی بازدارندهٔ قدرتمندی در مقابل اصلاحات شهری تبدیل شد. با این حال، تا اواخر ۱۹۸۰، انگلستان گرایش رنسانسی تدریجی را در مناطق شهری داشته‌است.
صنایع سنگین و ازدحام جمعیت که از جمله دلایل خروج از شهرها بودند، دیگر وجود نداشت، در حالیکه نقششان به عنوان مراکز حمل و نقا و مکان‌هایی فعالیت، خلاقیت و تعامل رودررو، بخش‌های فرهنگی، اطلاعاتی و مالی نوپا را رونق بخشید. استخدام گستردهٔ مشتری محور افرادی که توانایی‌های متعددی داشتند، پیدایش طیف گسترده ایی از جوان‌های حرفه‌ای و فرایند مرفه‌سازی را سبب شد که این امر به نوبهٔ خود موجب بازگشت جوان‌های حرفه‌ای به مراکز شهری شد. با این حال، بسیاری بر این اعتقاد بودند که فرایند حرفه‌سازی تنها به طبقهٔ متوسط شهری خاصی توجه کرده‌است و مردم فقیر را نادیده می‌گیرد و هیچ گونه نگرانی و دغدغه‌ای در مورد پایداری محیط زیست ندارد. رودلین و فالک معتقدند که در قرن ۲۱ بازسازی شهر به شکل حومه‌های تصنعی و پیروی از دیدگاه‌های شهری منسوخ شدهٔ قرن ۲۰ به تنهایی کافی نیست، بلکه به مدل‌های شهری جدیدی نیاز است که بتواند سبب ترویچ مناطق شهری انسانی و محیط زیستی شوند. همان‌طور که در برگ سبز اروپایی نیز بدان اشاره شده «شهری خلاق و چند منظوره که قابل سکونت و زندگی نیز باشد، شهری است که به کمترین شکل آلوده می‌گردد».

## تعریف عناصر
این نکات مجموعه‌ای از ویژگی‌های شهری را در مقابل طراحی حومه‌های شهری در بر می‌گیرد فشارهای محیطی و تغییرات اجتماعی و جمعیت شناختی، اهمیت زندگی شهری در قرن ۲۱ را حیات تازه‌ای بخشیده‌است. رادلین و فالک معتقدند که یکی از راه‌های دستیابی به موفقیت در رنسانس شهری بریتانیا شناسایی تکنیک‌های ساختمان‌سازی شهری و تبدیل یک منطقه‌ای شهری به محله است.

### موقعیت مکانی
محله‌ها پایداری شهری در قلب شهرها قرار گرفته‌اند و دیدگاهی شهری هستند که به پیچیدگی‌ها و بی نظمی‌های موجود در مناطق شهری می‌پردازد.

### تراکم بالا
ساخت مکان‌ها به شکل فشرده می‌تواند سبب افزایش پایداری شکل شهری شود. برای مثال، پژوهش‌ها نشان می‌دهد که هر چه تراکم در یک ناحیه بیشتر باشد، از انرژی کمتری برای اهداف حمل و نقلی استفاده خواهد شد. یکی از اصلی‌ترین راه‌ها برای افزایش پیاده‌روی، دوچرخه سواری و استفاده از حمل و نقل عمومی، فشردگی و تراکم است. اگر خانه‌های مسکونی نزدیک به امکانات موجود ساخته شوند صرف وقت جهت رفت و آمد کاهش می‌یابد؛ و مردم به استفاده از روش‌های پایدار حمل و نقل تشویق می‌شوند. جهت انجام این کار گزینه‌های متعددی وجود دارد از قبیل:
توسعهٔ پارکینگ‌ها، توسعهٔ مجدد املاک مجمع، تبدیل فضاهای تجاری خالی، تشدید استفاده از مناطق مسکونی موجود، استفاده بهتر از خانه‌های فاقد سکنه و تقسیم‌بندی املاک بزرگتر.

### مکان‌های چندمنظورهٔ غنی
نزدیک بودن ساختمان‌های متعدد به یکدیگر مردم را به پیاده‌روی و دوچرخه سواری جهت رفتن به کار، مدرسه و مغازه‌ها تشویق می‌کند. در حالیکه استفاده از ساختمان‌ها چند منظورهٔ ساخته شده به شکل افقی متداول‌تر است، ساختمان‌های عمودی با مقیاس کوچکتر که آن‌ها نیز چندمنظوره هستند می‌تواند به ایجاد بزرگ راه‌ها و خیابان‌های فرعی که قلب یک محله هستند کمک کند. در این ساختمان‌های عمودی می‌توان در طبقهٔ همکف از مراکز تجاری فعال استفاده کرد و آپارتمان‌ها و واحدهای مسکونی را در طبقات بالا جای داد. با این حال این نوع ساختمان‌سازی برای روش‌های سنتی بریتانیا مطلوب نیست و سیستم‌های طراحی در دسترس، طرح " زندگی بر روی فروشگاها (Lots) " است.
یکی از نمونه‌ای پیشرفت ساختمان‌های چند منظوره طرح توسعهٔ شهری oSplashmoh در کستل فیلد منچستر است که آپارتمان‌های مدرن و خلاقانه را با مغازه‌ها، کافه‌ها، رستوران‌ها و دفاتر در طبقهٔ همکف ادغام می‌کند.

### نفوذپذیری
این مفهوم یه معنای سهولت دسترسی مردم، و نه ماشین‌ها به مناطق شهری از طریق انتخاب راه‌های مختلف است. چهارچوب خیابان‌ها به شکلی است که یک خیابان به خیابان دیگر و خیابان‌های بعدی منتهی می‌شود و در ان هیچگونه خیابان طویل یدون اتصال وجود ندارد. این بدین معنا است که تمامی نقاط محله قابل دسترسی هستند در حالیکه تمرکز بر مراکز فعالیت از قبیل مراکز خرید است و این خود موجب افزایش شخصیت شهرنشینی شده و مکانی صمیمی را برای عابرین پیاده به وجود خواهد آورد. با این حال، خیابان‌های شهری نقشی دوگانه دارند هم به عنوان مسیر و هم بزرگراه، در نظر گرفته می‌شوند در نتیجه می‌تواند به اهمیت تجاری یک منطقه کمک کند. طراحی خیابان‌هایی که همراه به ترافیک بوده و هیچ گونه تأثیری بر زندگی عابرین پیاده نگذارند جهت حفظ نفوذپذیری بسیار حائز اهمیت است. SUNها مکان‌های پویایی هستند که یکی از اصول رومی‌ها یعنی (خیابان‌ها زندگی هستند) را بازیابی کرده‌اند.

### ساختمان‌های شهری
چهارچوب محکم خیابان‌ها تنها به جنبش مربوط نیست. در واقع یکی از عوامل سازماندهی کلیدی است که می‌تواند به یک منطقه شکل و ساختار دهد. در بریتانیا این چهارچوب شبکه‌ای برنامه‌ریزی نشده‌است که در طول زمان به شکل شبکه‌ای عنکبوتی رشد می‌کند. SUN مراتبی از خیابان‌ها را در بر می‌گیرد که معرف ساختمان‌های شهری جهت توسعه هستند. ساختمان‌هایی که رو به سمت حوزه‌های عمومی خیابان‌ها هستند و قسمت‌های شخصی نیز در پشت ساختمان قرار گرفته‌است. این سبک ساختمان‌ها با توسعه حومه‌ها تفاوت دارند زیرا حومه‌ها دارای کوچه‌ها بن‌بست هستند. بافت شهری یک محله برای داشتن مکانی پویا بسیار اهمیت دارد. توسعه ساختمان‌های کوچک مقیاس توسط تعداد زیادی از توسعه دهندگان منجر به ایجاد تنوع در ساختمان‌ها شده که می‌تواند به عنوان یک لغزش در زندگی شهری تلقی شود. اگر یک طراح در ساخت یک ساختمان بزرگ ماهیت سنتی مناطق شهری را در نظر نگیرد حاصل کار او بسیار تصنعی خواهد بود. یک بافت شهری خوب می‌بایست حس طراوت، سرزندگی و یکپارچگی را در یک محله ایجاد کند.

### سیستم حمل و نقل کارامد
وجود یک سیستم حمل ونقل عمومی بسیار حائز اهمیت است و SUN می‌بایست به همین منظور ایجاد شود تا ایستگاه‌های توقف به مترو و اتوبوس‌ها مکان‌های امنی بوده و برای اکثریت مردم به راحتی قابل دسترسی باشد و بتواند جایگزین حمل و نقل عمومی خوبی برای اتومبیل‌ها باشد.

### پیاده‌روی
نقش استفاده از اتومبیل‌ها می‌تواند تأثیر بسزایی بر شکل توسعه در آینده داشته باشد. همان‌طور که قبلاً به ان اشاره شد، نفوذپذیری درونی SUN یکی از اصلی‌ترین دلایل ایجاد فضاهای دوستانه در پیاده‌رو است زیرا در این‌گونه حمل ونقل، پیاده‌روی و دوچرخه سواری از راحت‌ترین راه‌های عبورو مرور به حساب می ایند. یکی دیگر از نکات مهم به خوانا بودن یک محیط اشاره دارد. خوانا بودن به این معنا است که با نگاه کردن به یک منطقه شهری به راحتی بتوان ساختار ان را درک کرد. مناظر دیدنی، تنوع در ساختمان‌ها و شبکه‌های طرح بندی خیابان‌های سنتی و مکان‌هایی که مسیرهای اصلی به مرکز شهر منتهی می‌شوند همه و همه می‌تواند به خواناتر کردن یک محله کمک کند.

## پایداری محیط زیست
امروزه یکی از اولویت‌ها در توسعه شهری ادغام پایداری محیط زیست با طراحی فضایی و مسائل اجتماعی و اقتصادی است. تحقق این امر تنها با تمرکز بر طراحی تکنولوژیک ساختمان‌ها یا سیاست‌های ملی و بین‌المللی وسیع نمی‌تواند امکان پذیر باشد. یکی از چالش‌های پیش رو ارتقا استانداردها و رفتار افراد جامعه در مقیاس محلی (محله) است و این تغییر باید به قدری وسیع باشد که بتواند مسائل محیطی گسترده‌ای را دربر گیرد و همچنین تعداد افراد باید به اندازه کافی کم باشد تا بتواند بر زندگی مردم تأثیرات عملی بگذارد. هدف از این کار کاهش خطی سیستم‌های منابع با بستن حلقه‌ها جهت ایجاد سیستم‌های حلقوی و پایدار در سطح محلی است.

### انرژی
مسکن‌سازی شهری به علت ماهیت تراکم‌پذیری بالایی که دارد و همچنین به این دلیل که زیرساخت‌ها و امکانات در مکان ساختمان ایجاد شده‌است می‌تواند از انرژی به شکل کارامد تر و مؤثرتری استفاده کند. ساختمان‌های شهری همچنین بسیار انعطاف‌پذیر بوده و می‌توانند برای عملکردهای مختلف بازسازی و بازگردانی شوند، برای نمونه می‌توان به بازسازی یک انبار قدیمی اشاره کرد. محله‌های شهری پایدار همچنین برای فناوری‌هایی از قبیل برق و حرارت هم‌زمان (CHP) بسیار مناسب هستند که این خود می‌تواند تأثیر بسزایی بر استفاده مؤثر از انرژی داشته باشد و اثرات محیط زیستی تولید برق را کاهش دهد.

### اب
مکانیسم‌های محلی بسیاری وجود دارند که می‌توانند به بسته شدن سیستم‌های منابع کمک کنند. برای مثال بازیافت آب از سینک‌ها و حمام‌ها با استفاده‌ از سیفون به عنوان بازیافت آب خاکستری شناخته می‌شود که می‌تواند برای کل محله بهره اقتصادی داشته باشد.

### بازیافت
تراکم جمعیت در شهرها یک مزیت محسوب می‌شود زیرا مقادیر زیادی از زباله‌ها را جهت حمایت از سیستم‌های بازیافت شهری به صرفه می‌توان در یک‌جا جمع و سپس توسط مأمورین بازیافت جداسازی کرد.
یکی دیگر از موارد مشابه، توانایی‌های یک محله برای داشتن فعالیت‌های باز حیاتی است. به عنوان مثال می‌توان از مبادله کالایی چون مبلمان نام برد .(مفهوم معادن شهری جیکوبز را ببینید)
یکی دیگر از اولویت‌های محیط زیستی به کار بردن فضاهای سبز در محله‌های شهری پایدار است. ایجاد فضاهای سبز با کیفیت در ارتباط است و نه کمیت، چرا که فضاهای باز تنها مکان‌هایی هستند که افراد را از محیط‌های پرتراکم و پر جنب وجوش محله‌ها دور می‌کنند؛ بنابراین، ایجاد فرصت‌هایی جهت افزایش تنوع وفضاهای طبیعی از جمله حیات وحش بسیار مهم‌تر از ایجاد فضاهای مصنوعی وسیع و یک شکل چمن‌کاری شده خواهد بود، فضاهایی از قبیل :درختان خیابان‌ها، پارک‌ها، میادین، بالکن‌ها، حیاط‌ها، باغچه‌های شخصی و باغچه‌های روی پشت بام‌ها.

### اجتماع
اگرچه پایداری محیط زیست دراولویت قرار دارد، اما نباید به بهای از دست رفتن مسائل اجتماعی تمام شود. محله‌های پایدار شهری مکان‌های متمدنی برای زندگی مردم و همچنین رونق جوامع هستند. این محله‌ها به خصوص مکان‌هایی برای لذت بردن از زندگی، کار و تفریح هستند و برای سرمایه‌گذاری در طول سالیان می‌توانند مکان‌های جذابی باشند.
رادلین و فالک همچنین معتقدند که این محله‌ها طبقه متوسط و کارگر را جذب کرده و به شهرها بازمی‌گرداند و ترس آن‌ها از زندگی در مناطق شهری را از بین می‌برد و محیطی را فراهم می‌کند که در آن به جای وخیم کردن وضعیت محله‌های یهودی‌نشین محروم اجتماعی مجموعه‌های اجتماعی متنوعی می‌توانند در کنار هم زندگی کنند. با یکپارچه‌سازی ترکیبی از مصارف و اجاره داری در یک محله و همچنین تعادل میان مرفه‌سازی و زوال می‌توان حس تعلق و غرور را در منطقه ایجاد کرد. تحقق این امر با توسعه کوچک مقیاس و افزایشی امکان‌پذیر است که می‌تواند در طول زمان منجر به شکوفایی و تغییرات اساسی در مناطق شهری شود.

## هولم و خانه‌هایی برای تغییر
توسعه مجدد هولم و خانه‌هایی برای تغییر یکی از مهم‌ترین پروژه‌های انگلستان است که مدل یک زندگی واقعی از را ارائه می‌دهد. گروه توسعه اقتصادی و شهری به بازسازی هولم پرداخت، یکی از املاک سال 1960 access-deck با سیزده بلوک برج مانند که از زوال اجتماعی و فیزیکی رنج می‌برد. در حالی که زمانی یکی از مناطق پویا و پر طراوت برای طبقه کارگر بود، اکنون شهرتش به دلیل افزایش فقر، جنایت، مصرف مواد مخدر و بیکاری به شکل چشمگیری رو به زوال بود.
با این حال، نزدیکی این مکان به دانشگاه و دسترسی آسان به واحدهای آپارتمانی بدین معنا بود که جوانان بیشتر و بیشتری مرکز توجه فرهنگ منچستر قرار می‌گرفتند. مالکان متصرف واحدهای آپارتمانی خانوادگی را تصرف و اتاق خواب‌ها را به دفتر کار، کارگاه‌ها یا استودیوهای ضبط تبدیل کردند.
این منطقه تا اواخر ۱۹۸۰ یکی از بالاترین سطوح آموزش عالی در شهر را دارا بود. همچنین تعداد زیادی از افراد فاقد صلاحیت و بیکار را نیز در بر می‌گرفت. این اجتماع متنوع در سال ۱۹۸۰ برای جلوگیری از توسعه مجدد این منطقه بسیار تلاش کردند.
با این وجود، اغلب مکان‌های ان تخریب شد و به جای ان پروژهٔ (خانه‌هایی برای تغییر) ساخته شد که شامل ۷۵ آپارتمان، ۱۵۰۰ متر مربع فضای کاری، تئاتر، گالری، کافه، مغازه و کارگاه بود. این منطقه برای توسعه مجدد مکانی بسیار وسیع بود و می‌توانست مکان مناسبی برای ساخت مجدد محله‌های پایدار شهری باشد و تلاش برای ایجاد محیطی چند منظوره نتوانست منجر به توسعه ساختمان‌های کوچک مقیاس و تدریجی شود که این خود منجر به ساخت مکان‌هایی شد که تصنعی به نظر می‌رسیدند.
با این وجود، هولم تحت پروژه (خانه‌هایی برای تغییر) دچار تحول شده بود، اما این پروژه با انتقادها و اعتراض‌هایی نیز روبرو بود، زیرا اعضای جامعه احساس می‌کردند به شکل فزاینده‌ای از تمرکز تجاری به حاشیه‌ها رانده شده‌اند.

## انتقاد
منتقدان بر این باورند که ایده‌های تئوری آرمانی و دست نیافتنی هستند، با در نظر گرفتن این واقعیت که هیچ پروژه ساخته شده‌ای به موفقیت قطعی نرسیده‌است. به علاوه، ایده اصلی آن یعنی توجه به شکل‌های شهری سنتی و همچنین تعهد به جامعه روستایی به این معنا است که این پرسش که آیا این تئوری می‌تواند برای زندگی اجتماعی معاصر مناسب باشد یا خیر؟
روستا نمی‌تواند تنها مکانی باشد که برای زندگی مناسب است به علاوه محله‌های شهری پایدار نیز برای کاهش میزان آلودگی و مصرف انرژی افراطی و همچنین احیای جامعه سنتی از اصلاحات اجتماعی استفاده می‌کند. بسیاری معتقدند که این یک آرمان اجتماعی غیرواقعی و دست نیافتنی برای جامعه معاصر است.
یکی دیگر از انتقادها اتهاماتی است که در مورد محرومیت‌های اجتماعی مطرح می‌شود. این محرومیت‌ها شامل فقدان مصالح و مسکن‌سازی و همچنین در دسترس نبودن منابع وجودی، سیاسی و اجتماعی می‌شود. برندلی این گونه بیان می‌کند که مفهوم جامعه پست مدرن از طریق انتخاب سبک‌های زندگی و حول محور هویت می‌چرخد. افرادی که نتوانند الگوهای مصرف خود را انتخاب کنند هویت خویش را نیز نمی‌توانند انتخاب کنند و به املاک مسکونی نامناسب رانده خواهند شد